# Hendrik Hubert Frehen
Hendrik Hubert Frehen SMM (* 24. Januar 1917 in Waubach, Provinz Limburg, Niederlande; † 31. Oktober 1986 in Reykjavík) war erster römisch-katholischer Bischof des neuerrichteten Bistums Reykjavík.

## Leben
Hendrik Hubert Frehen trat der Ordensgemeinschaft der Montfortaner Patres bei und empfing am 18. Dezember 1943 das Sakrament der Priesterweihe.
1968 wurde er von Papst Paul VI. zum ersten Bischof von Reykjavík ernannt; das bisherige Apostolische Vikariat wurde mit seiner Ernennung zum Bistum erhoben. Die Bischofsweihe am 8. Dezember 1968 spendete ihm John Baptist Hubert Theunissen SMM, Erzbischof von Blantyre, Malawi; Mitkonsekratoren waren der Bischof von Roermond, Petrus Joannes Antonius Moors, und der emeritierte Apostolische Vikar in Island, Bischof Johánnes Gunnarsson SMM. Wahlspruch: Perseverans cum Maria – Ausdauernd mit Maria.
Er starb mit 69 Jahren im Bischofsamt.